# Stig Broeckx
Stig Broeckx (* 10. Mai 1990 in Mol) ist ein ehemaliger belgischer Radrennfahrer.
Broeckx gewann 2013 die Provinzmeisterschaften von Antwerpen im Einzelzeitfahren. Ab August 2013 fuhr er als Stagiaire beim UCI ProTeam, bei dem er im Folgejahr einen regulären Vertrag erhielt. Für diese Mannschaft bestritt er unter anderem den Giro d’Italia 2015, konnte das Rennen aber nicht beenden.
Bei der dritten Etappe der Belgien-Rundfahrt 2016 Ende Mai 2016 erlitt Broeckx infolge eines Sturzes Hirnblutungen und fiel ins Koma, nachdem zwei Begleitmotorräder durch eine Kollision in das Peloton gerieten und 20 Fahrer zu Fall brachten. Einen Monat später gaben die Ärzte bekannt, dass Broeckx schwere Hirnverletzungen habe und weiterhin im Koma liege. Es sei ungewiss, ob er jemals das Bewusstsein wiedererlangen werde. Im Dezember 2016 erklärte der Teamarzt, Broeckx könne inzwischen wieder sprechen und selbstständig essen; der Weg zur vollständigen Erholung sei allerdings noch weit.